# Rozay-en-Brie
Rozay-en-Brie är en kommun i departementet Seine-et-Marne i regionen Île-de-France i norra Frankrike. Kommunen ligger i kantonen Rozay-en-Brie som tillhör arrondissementet Provins. År 2022 hade Rozay-en-Brie 2 840 invånare.

## Befolkningsutveckling
Antalet invånare i kommunen Rozay-en-Brie
| Referens: INSEE |